# Engwiller
Ne doit pas être confondu avec Hengwiller
Engwiller est une commune française située dans la circonscription administrative du Bas-Rhin et, depuis le 1er janvier 2021, dans le territoire de la Collectivité européenne d'Alsace, en région Grand Est.
Cette commune se trouve dans la région historique et culturelle d'Alsace.

## Géographie

### Localisation
La commune est à 2,9 km de Gumbrechtshoffen, 4,0 de Bitschhoffen, 4,4 de Kinwiller et 6,5 de Gundershoffen.

### Communes limitrophes
|            | Gumbrechtshoffen | Uttenhoffen  |
| Uhrwiller  | Engwiller        | Mietesheim   |
| Kindwiller |                  | Bitschhoffen |

### Géologie et relief
La commune se compose de 26,41 hectares de territoires artificialisés (7,08 %), 265,47 hectares de territoires agricoles (71,17 %) et 80,70 hectares de forêts et milieux semi-naturels (21,64 %).
Espaces naturels :
- Une zone naturelle d'intérêt écologique, faunistique et floristique (Znieff) :

Paysage de collines avec vergers du Pays de Hanau.

### Hydrographie et les eaux souterraines
Hydrogéologie et climatologie : Système d’information pour la gestion des eaux souterraines du bassin Rhin-Meuse :
Territoire communal : Occupation du sol (Corinne Land Cover); Cours d'eau (BD Carthage),
Géologie : Carte géologique; Coupes géologiques et techniques,
 Hydrogéologie : Masses d'eau souterraine; BD Lisa; Cartes piézométriques.

### Climat
Pour des articles plus généraux, voir Climat du Grand Est et Climat du Bas-Rhin.
En 2010, le climat de la commune est de type climat des marges montargnardes, selon une étude du Centre national de la recherche scientifique s'appuyant sur une série de données couvrant la période 1971-2000. En 2020, Météo-France publie une typologie des climats de la France métropolitaine dans laquelle la commune est exposée à un climat semi-continental et est dans la région climatique  Vosges, caractérisée par une pluviométrie très élevée (1 500 à 2 000 mm/an) en toutes saisons et un hiver rude (moins de 1 °C).
Pour la période 1971-2000, la température annuelle moyenne est de 10,3 °C, avec une amplitude thermique annuelle de 17,7 °C. Le cumul annuel moyen de précipitations est de 868 mm, avec 11,2 jours de précipitations en janvier et 10,5 jours en juillet. Pour la période 1991-2020, la température moyenne annuelle observée sur la station météorologique de Météo-France la plus proche, « Uhrwiller_sapc », sur la commune de Uhrwiller à 3 km à vol d'oiseau, est de 10,9 °C et le cumul annuel moyen de précipitations est de 740,0 mm. 
La température maximale relevée sur cette station est de 38,7 °C, atteinte le 7 août 2015 ; la température minimale est de −18 °C, atteinte le 20 décembre 2009,,.
Les paramètres climatiques de la commune ont été estimés pour le milieu du siècle (2041-2070) selon différents scénarios d'émission de gaz à effet de serre à partir des nouvelles projections climatiques de référence DRIAS-2020. Ils sont consultables sur un site dédié publié par Météo-France en novembre 2022.

## Urbanisme

### Typologie
Au 1er janvier 2024, Engwiller est catégorisée bourg rural, selon la nouvelle grille communale de densité à sept niveaux définie par l'Insee en 2022.
Elle est située hors unité urbaine. Par ailleurs la commune fait partie de l'aire d'attraction de Haguenau, dont elle est une commune de la couronne,. Cette aire, qui regroupe 34 communes, est catégorisée dans les aires de 50 000 à moins de 200 000 habitants,.

### Occupation des sols
L'occupation des sols de la commune, telle qu'elle ressort de la base de données européenne d’occupation biophysique des sols Corine Land Cover (CLC), est marquée par l'importance des territoires agricoles (71,7 % en 2018), une proportion identique à celle de 1990 (71,7 %). La répartition détaillée en 2018 est la suivante : 
terres arables (61,5 %), forêts (21,2 %), cultures permanentes (10,2 %), zones urbanisées (7,1 %). L'évolution de l’occupation des sols de la commune et de ses infrastructures peut être observée sur les différentes représentations cartographiques du territoire : la carte de Cassini (XVIIIe siècle), la carte d'état-major (1820-1866) et les cartes ou photos aériennes de l'IGN pour la période actuelle (1950 à aujourd'hui).

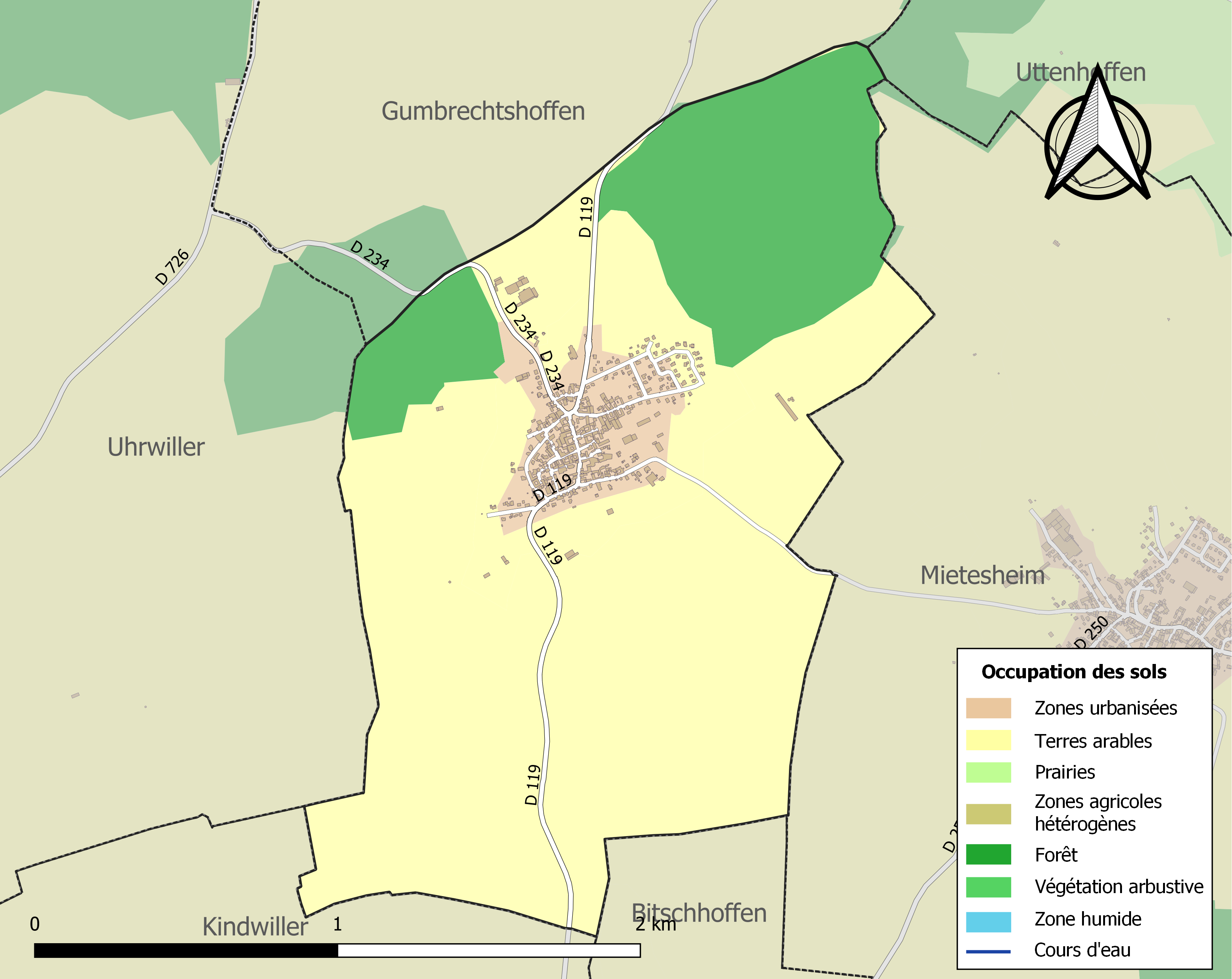
Carte des infrastructures et de l'occupation des sols de la commune en 2018 (CLC).

### Voies de communications et transports

#### Voies routières
- A4, reliant Paris (boulevard périphérique) à Strasbourg, via Reims et Metz. Échangeurs Hochfelden, Saverne, Vendenheim[18].
- A340. Échangeurs Wahlenheim, Brumath-Mommenheim.

## Transports en commun

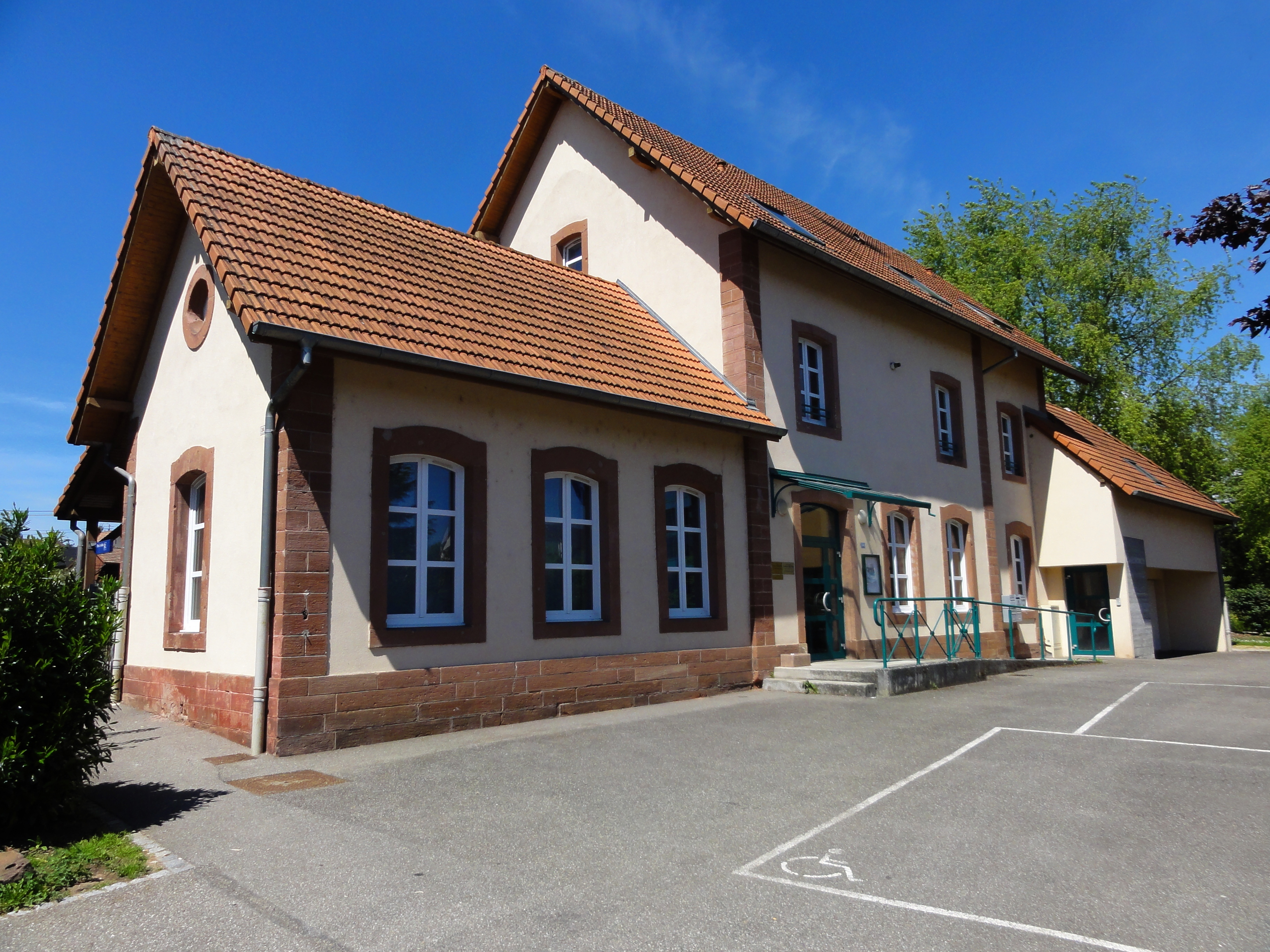
Gare de Gundershoffen.

- Fluo Grand Est.

### Lignes SNCF
- Gare de Gundershoffen
- Gare de Mertzwiller
- Gare de Reichshoffen-Ville
- Gare d'Obermodern
- Gare d'Ingwiller

### Transports aériens
- Aéroport de Strasbourg-Entzheim
- Aéroport de Karlsruhe-Baden-Baden

### Ports
- Port autonome de Strasbourg.

## Toponymie
Envilre (1250) Engwilr (1355) Engweiller (1793), Engwiler (1801).

## Histoire
L’époque romaine                                   
Avant 1960, les vieilles gens d’Engwiller prétendaient que le village était autrefois une fortification romaine. Il reste effectivement le nom de « Römerweg » (chemin des Romains) au nord du village, au-dessus du cimetière, au sommet de la colline. Ce chemin vient de Gumbrechtshoffen, emprunte le tracé de la départementale 234, culmine à 271 m, puis s’enfonce dans la forêt pour se continuer par la « Heerenstrasse » (chemins des Légions) en direction de Kindwiller.
Ces chemins suivent la ligne de crête, itinéraire préconisé par les Romains pour avoir une vue dégagée et dominante sur les vallées des deux côtés.
On a effectivement une vue très étendue sur la chaîne des Vosges du Nord : on distingue nettement le château de Lichtenberg, Offwiller, Zinswiller, Oberbronn, le Liebfrauenberg, Froeschwiller et Cleebourg. Vers le sud, la vue donne sur Bitschhoffen, Kindwiller, Pfaffenhoffen, Ringeldorf, Dauendorf.
Les noms de « Römerweg », « Heerenstrasse » signalaient d’anciennes voies romaines et cette route était marquée sur une carte de feu Johann Jung, à l’époque ingénieur des Ponts-et-Chaussées à Saverne : la voie romaine reliait Niederbronn à Saverne.
À noter également, que pendant la fin de la dernière guerre mondiale, les Américains avaient une carte d’état-major sur laquelle le village d’Engwiller était entouré d’un cercle rouge signalant un village fortifié et un point de vue stratégique.
On trouve aussi des sources à proximité de cette voie romaine, dont une au « Hasegarten ». Durant la fenaison, entre 1950 et 1970, on y allait faire provision d’eau. Il paraît qu’un historien y aurait découvert une tuile romaine, juste après-guerre.
Actuellement, le Römerweg porte le nom de « Galgenweg » : c’était certainement le meilleur endroit pour ériger des potences au Moyen Âge : les condamnés  et suppliciés y étaient visibles de loin.
L'église d’Engwiller a été bombardée par l’armée américaine en 1945. La ligne de front s’établissait sur la Moder pendant le rude hiver de 1944/45.

## Politique et administration

### Liste des maires
| Période                                  | Période  | Identité          | Étiquette | Qualité                                   |
| ---------------------------------------- | -------- | ----------------- | --------- | ----------------------------------------- |
| Les données manquantes sont à compléter. |          |                   |           |                                           |
| 2001                                     | 2020     | Robert Fricker    |           |                                           |
| 2020                                     | En cours | Jean-Luc Léonhard |           | Ingénieur et cadre technique d'entreprise |

### Budget et fiscalité 2023

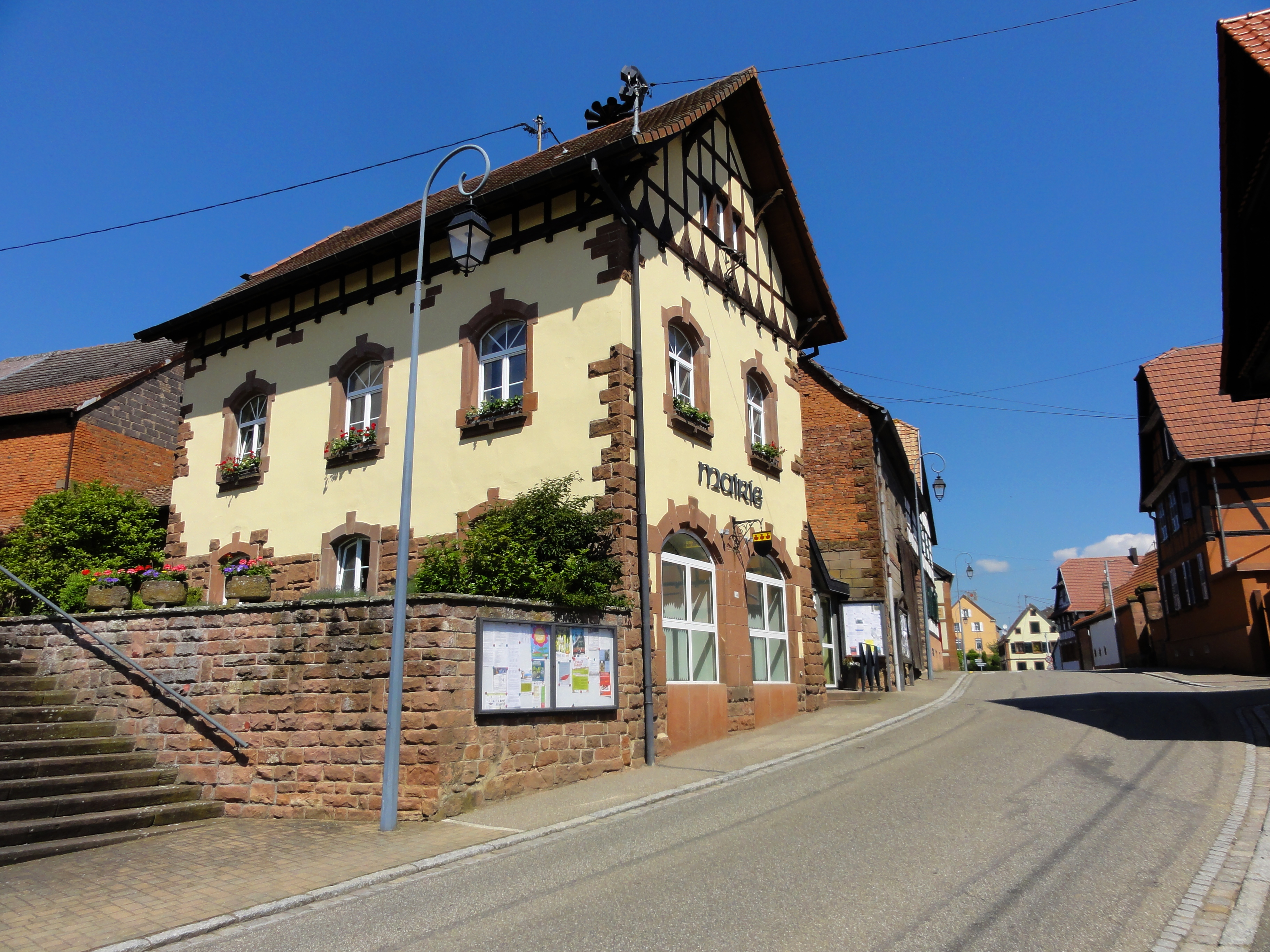
La mairie.

En 2023, le budget de la commune était constitué ainsi :
- total des produits de fonctionnement : 308 000 €, soit 628 € par habitant ;
- total des charges de fonctionnement : 252 000 €, soit 515 € par habitant ;
- total des ressources d'investissement : 218 000 €, soit 446 € par habitant ;
- total des emplois d'investissement : 278 000 €, soit 567 € par habitant ;
- endettement : 476 000 €, soit 971 € par habitant.

Avec les taux de fiscalité suivants :
- taxe d'habitation : 10,72 % ;
- taxe foncière sur les propriétés bâties : 25,88 % ;
- taxe foncière sur les propriétés non bâties : 37,21 % ;
- taxe additionnelle à la taxe foncière sur les propriétés non bâties : 0,00 % ;
- cotisation foncière des entreprises : 0,00 %.

Chiffres clés Revenus et pauvreté des ménages en 2021 : médiane en 2021 du revenu disponible, par unité de consommation : 27 520 €.

## Population et société

### Démographie

#### Évolution démographique

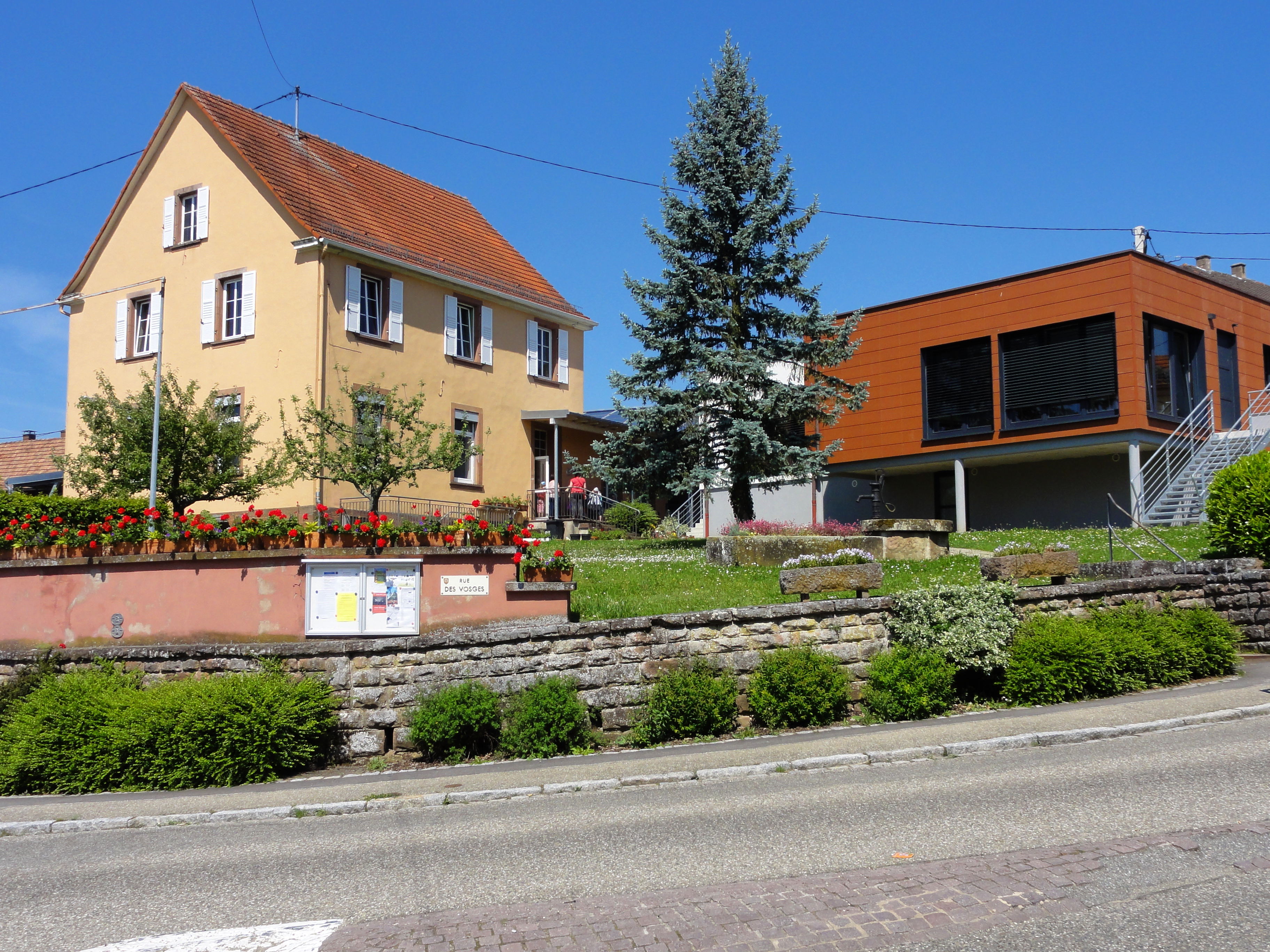
École d'Engwiller (XIXe siècle)

L'évolution du nombre d'habitants est connue à travers les recensements de la population effectués dans la commune depuis 1793. Pour les communes de moins de 10 000 habitants, une enquête de recensement portant sur toute la population est réalisée tous les cinq ans, les populations de référence des années intermédiaires étant quant à elles estimées par interpolation ou extrapolation. Pour la commune, le premier recensement exhaustif entrant dans le cadre du nouveau dispositif a été réalisé en 2006.

En 2022, la commune comptait 470 habitants, en évolution de −6,56 % par rapport à 2016 (Bas-Rhin : +3,17 %, France hors Mayotte : +2,11 %).
| 1793 | 1800 | 1806 | 1821 | 1831 | 1836 | 1841 | 1846 | 1851 |
| ---- | ---- | ---- | ---- | ---- | ---- | ---- | ---- | ---- |
| 306  | 294  | 327  | 400  | 410  | 427  | 399  | 441  | 456  |

| 1856 | 1861 | 1866 | 1871 | 1875 | 1880 | 1885 | 1890 | 1895 |
| ---- | ---- | ---- | ---- | ---- | ---- | ---- | ---- | ---- |
| 425  | 438  | 438  | 461  | 456  | 456  | 446  | 426  | 419  |

| 1900 | 1905 | 1910 | 1921 | 1926 | 1931 | 1936 | 1946 | 1954 |
| ---- | ---- | ---- | ---- | ---- | ---- | ---- | ---- | ---- |
| 405  | 412  | 410  | 411  | 402  | 364  | 367  | 332  | 339  |

| 1962 | 1968 | 1975 | 1982 | 1990 | 1999 | 2006 | 2011 | 2016 |
| ---- | ---- | ---- | ---- | ---- | ---- | ---- | ---- | ---- |
| 365  | 384  | 414  | 406  | 443  | 432  | 450  | 468  | 503  |

| 2021 | 2022 | - | - | - | - | - | - | - |
| ---- | ---- | - | - | - | - | - | - | - |
| 478  | 470  | - | - | - | - | - | - | - |

### Enseignement
Établissements d'enseignements :
- Écoles maternelles et primaires à Mietesheim, Kindwiller, Uhrwiller, Gumbrechtshoffen, Val-de-Moder, Uhrwiller.
- Collèges à Val-de-Moder, Mertzwiller, Reichshoffen, Niederbronn-les-Bains, Schweighouse-sur-Moder.
- Lycées à Bouxwiller, Walbourg, Haguenau.

### Santé
Professionnels et établissements de santé :
- Médecins à Pfaffenhoffen, La Walck, Gundershoffen, Zinswiller, Mertzwiller, Dauendorf, Offwiller, Reichshoffen.
- Pharmacies à La Walck, Pfaffenhoffen, Gundershoffen, Mertzwiller, Oberbronn, Reichshoffen, Niederbronn-les-Bains, Morsbronn-les-Bains, Ingwiller.
- Hôpitaux à Niederbronn-les-Bains, Ingwiller, Goersdorf, Haguenau, Brumath.

### Cultes
- Culte protestant[29].

## Culture locale et patrimoine

### Lieux et monuments

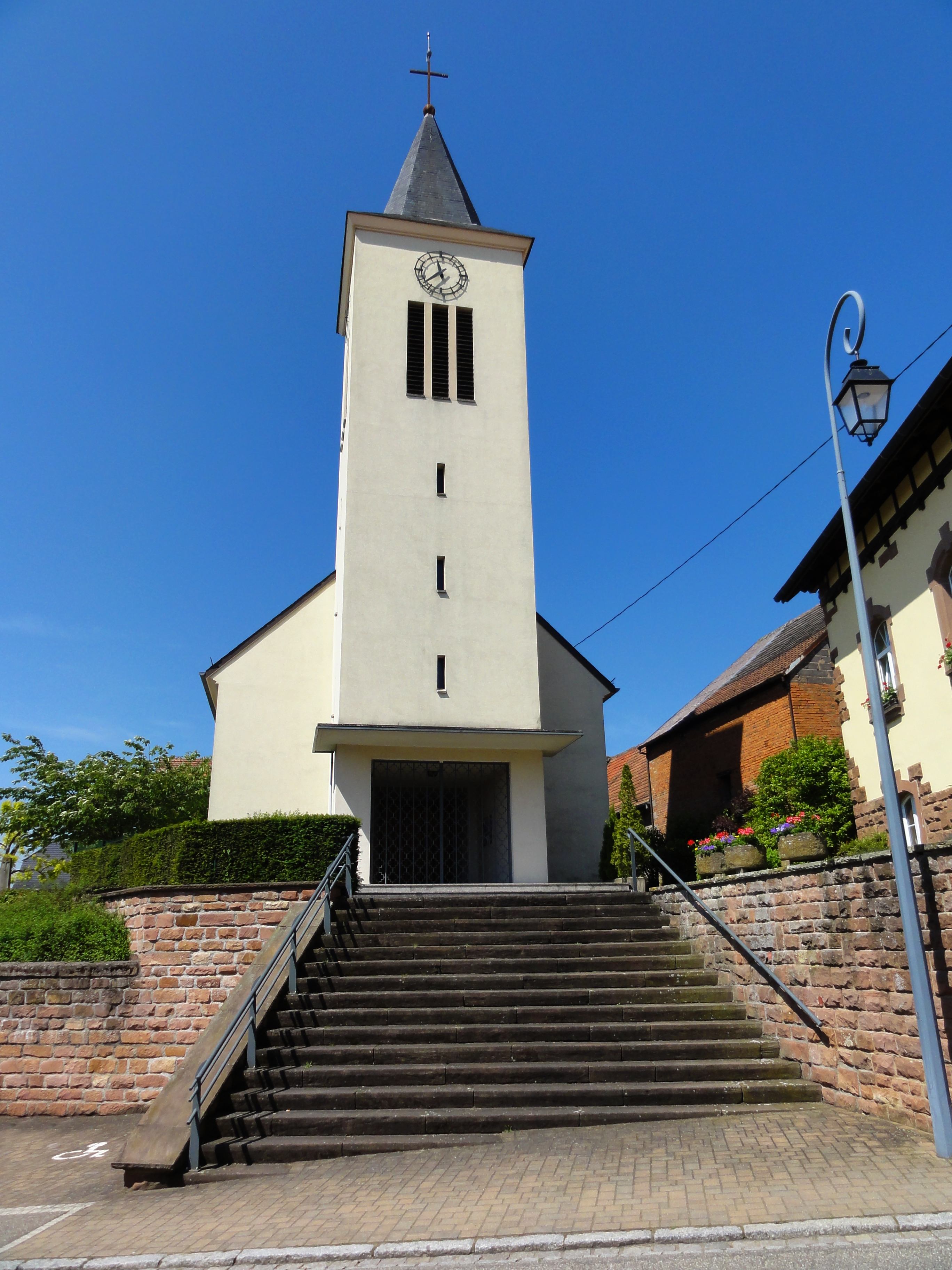
Église protestante (1959).
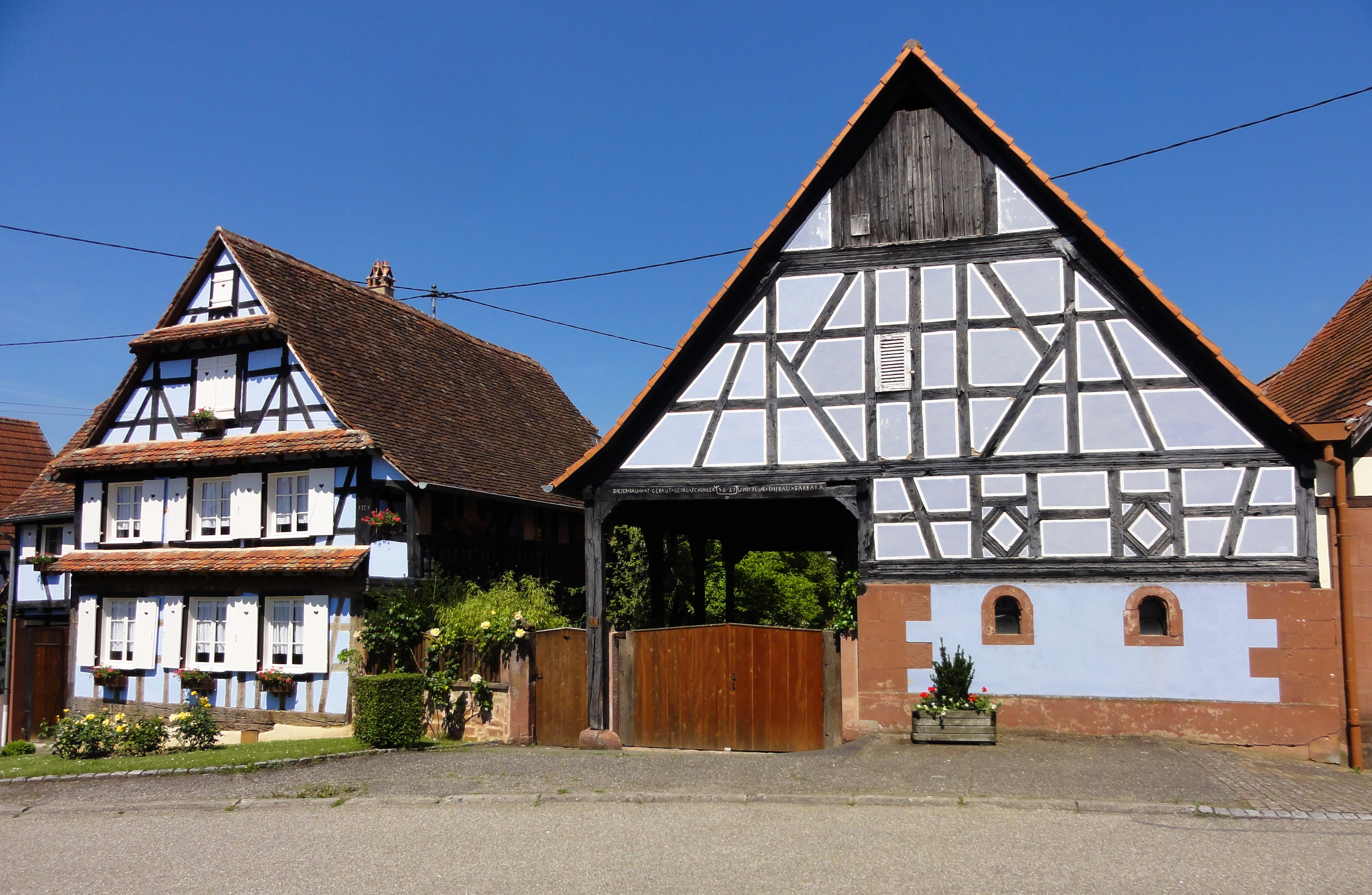
Ferme (XVIIIe et XIXe siècles), 8 place d'Echauffour.
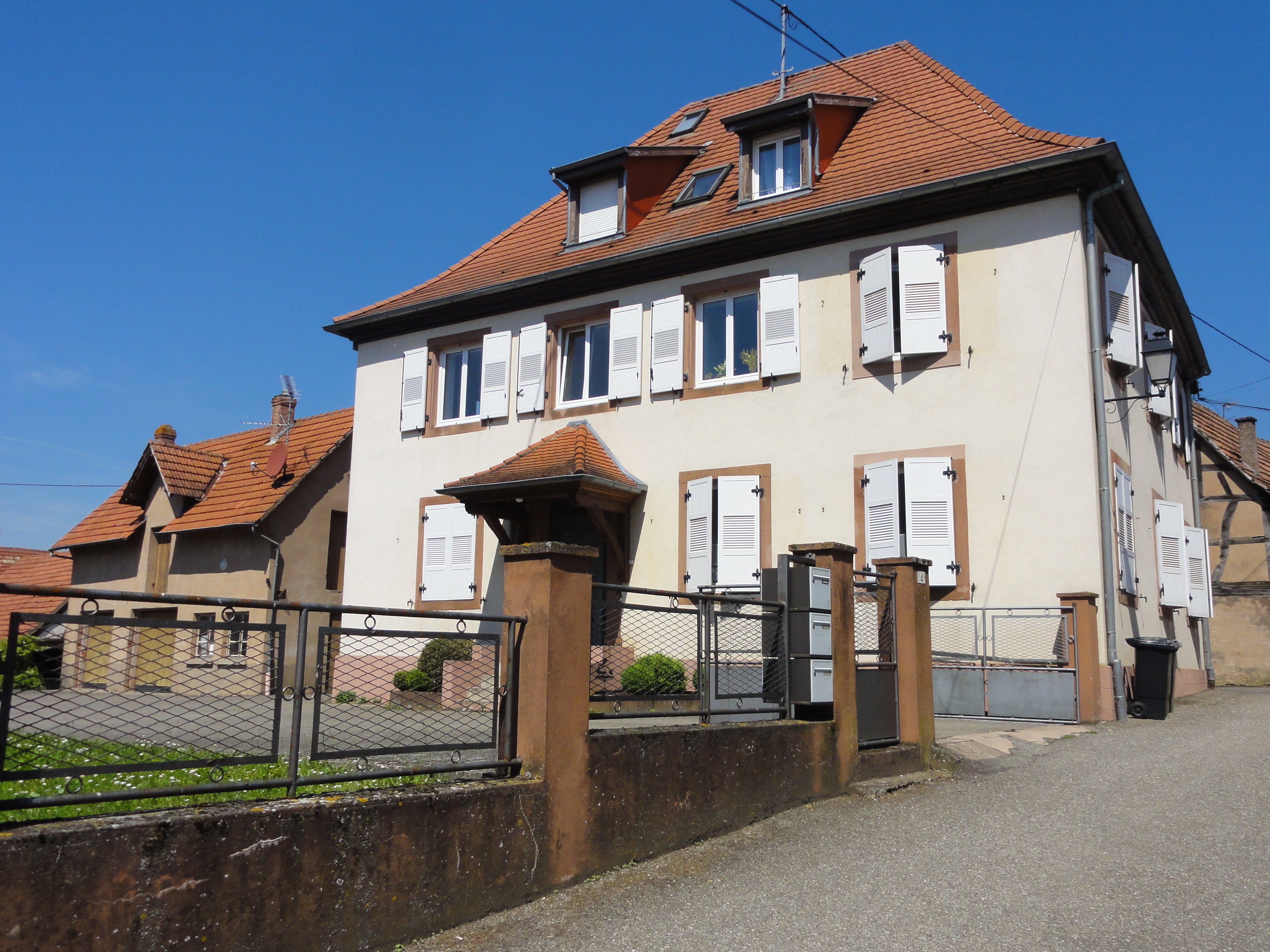
Presbytère (1761), 5 rue du Sud.
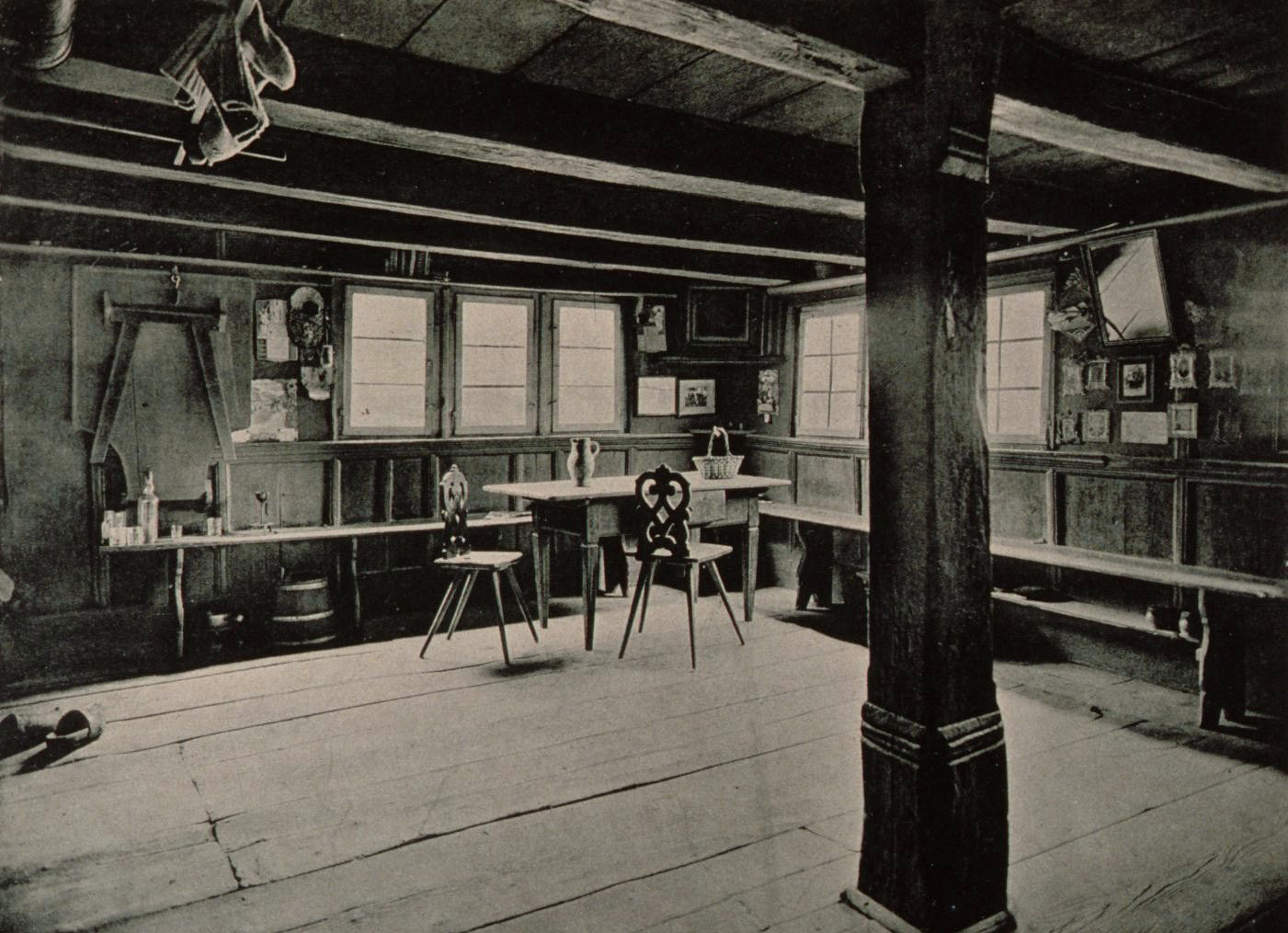
Chambre de paysans à Engwiller. Collection Images du Musée Alsacien à Strasbourg.

- Temple protestant d'Engwiller[30],[31].

Orgue de Ernest Muhleisen, 1960.
- Presbytère de 1761[33].
- Nombreuses fermes et maisons à colombages.

Ferme ‘S Weileschnieder's.
- Monument aux morts[35],[36].

### Héraldique
| Blason de Engwiller | Blason  | De sable au chef d'or chargé de trois coquilles de gueules,. |
| Blason de Engwiller | Détails |                                                              |